# Wilhelm Ritter (Bauingenieur)

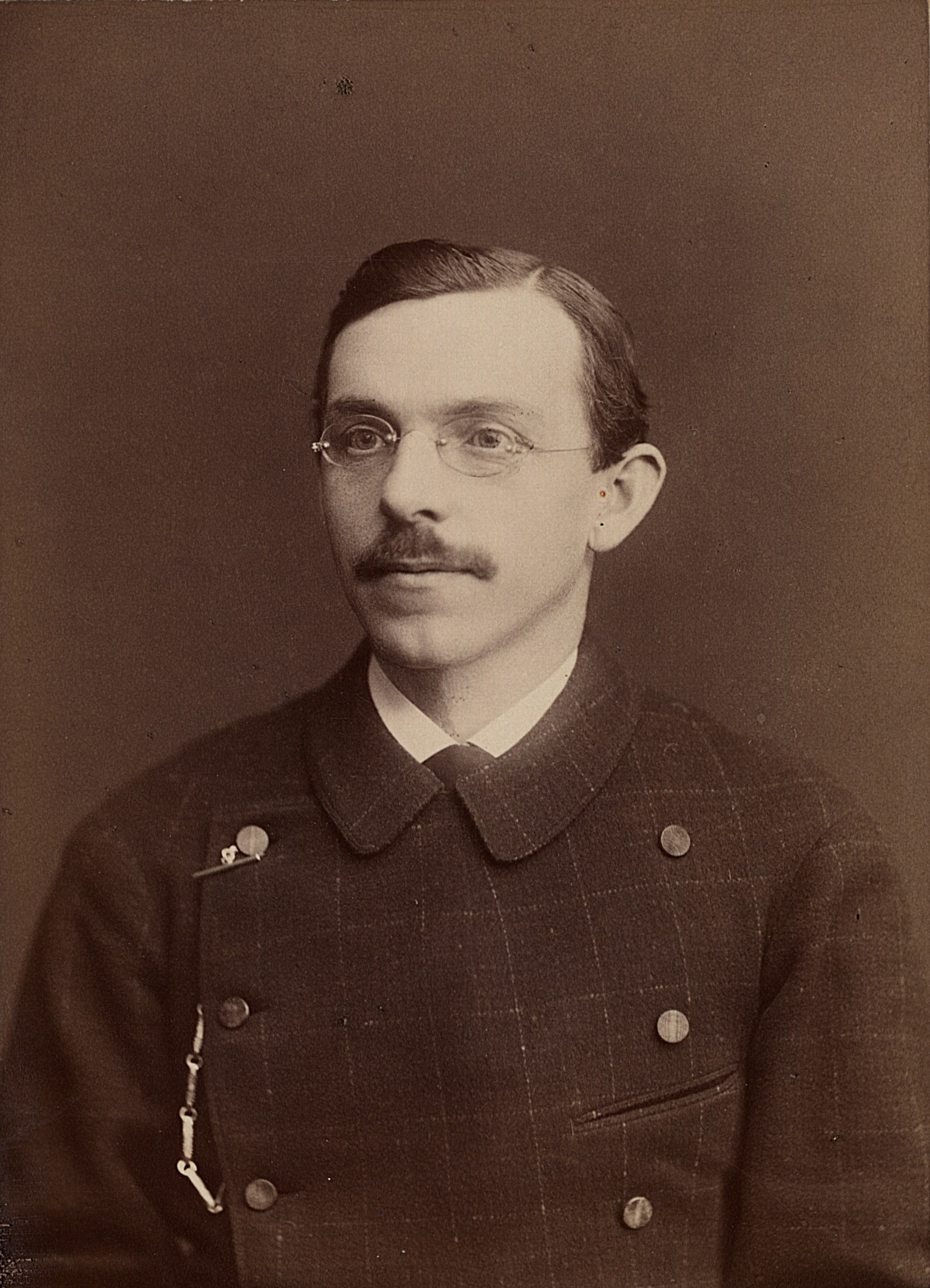
Wilhelm Ritter

 Karl Wilhelm Ritter (* 14. April 1847 in Liestal; † 18. Oktober 1906 in Rämismühle) war ein Schweizer Bauingenieur und Professor am Eidgenössischen Polytechnikum in Zürich.

## Leben
Wilhelm Ritter, dessen Familie aus Altstätten stammte, ging in Liestal und Basel zur Schule. Sein vier Jahre jüngerer Bruder Hermann Ritter (1851–1918) war Architekt und leitete unter anderem die Firma Philipp Holzmann & Cie. in Frankfurt am Main. Ab 1865 studierte Wilhelm Ritter Bauingenieurwesen an der eidgenössischen polytechnischen Schule, der heutigen ETH, in Zürich, das er 1868 mit dem Diplom abschloss. Danach war er etwa ein Jahr als Ingenieur beim Bau der Alföldbahn in Ungarn beruflich tätig. Nach der Habilitation als Privatdozent der Ingenieurwissenschaften 1870 folgte bis 1873 in Zürich die Assistenzzeit bei Karl Culmann. Dabei war Ritter mit Eduard Gerlich am Entwurf der Pilatusbahn beteiligt. 1873 wurde Ritter zum Professor der Ingenieurwissenschaften an das Polytechnikum in Riga berufen. Nach dem Tod von Culmann wurde dessen Lehrstuhl wegen des grossen Umfangs aufgeteilt, Ritter erhielt 1882 den Ruf an das Polytechnikum in Zürich als Professor für graphische Statik und Brückenbau, Gerlich übernahm die Fächer Eisenbahnbau und -betrieb. Seine bekanntesten Schüler waren Robert Maillart, Othmar Ammann und Alexander Acatos. Zwischen 1887 und 1891 war er Direktor des Polytechnikums. Nachdem Ritter einen Ruf an die Technische Hochschule München abgelehnt hatte, ernannte ihn die Stadt Zürich 1889 zum Ehrenbürger. 1896 wurde ihm die Ehrendoktorwürde der Universität Zürich verliehen. Aufgrund einer Krankheit trat er im Herbst 1904 von seinem Lehramt zurück und starb zwei Jahre später in einem Sanatorium. Sein Nachfolger am Polytechnikum war Emil Mörsch.

## Leistungen
Ritter war unter anderem bei der Weiterentwicklung der Eisenbetonbauweise massgeblich beteiligt. Zusammen mit Ludwig von Tetmajer verfasste er das Gutachten über das Eisenbahnunglück von Münchenstein. Ausserdem veröffentlichte er den zweiten Band, den Anwendungsteil zu dem Buch Die graphische Statik von Culmann. Das aus vier Teilen bestehende Werk entstand aus dem fragmentarischen Nachlass Culmanns, wobei Ritter sich nur als Bearbeiter nennen liess, obwohl er Hauptautor war.

## Werke
- Anwendungen der graphischen Statik nach Professor Dr. C. Culmann bearbeitet von W. Ritter:
Teil 1: Die im Inneren eines Balkens wirkenden Kräfte
 Teil 2: Das Fachwerk
 Teil 3: Der kontinuierliche Balken
 Teil 4: Der Bogen.
 Meyer & Zeller, Zürich 1888–1906